# 58 (album)
| Recensione | Giudizio |
| ---------- | -------- |
| InterMedia | 6,5/10   |

58 è il terzo album in studio del rapper russo Egor Krid, pubblicato il 10 aprile 2020 dalla Warner Music Russia.

## Tracce
1. 58 – 1:52 (Egor Nikolaevič Bulatkin, Alex Brašovean)
2. Mne vsë Monro (con HammAli & Navai) – 2:19 (Egor Nikolaevič Bulatkin, A. M. Gromov, N. B. Bakirov)
3. Churakan – 2:14 (Egor Nikolaevič Bulatkin, Alex Brašovean)
4. Barbi (feat. Dava) – 2:30 (Egor Nikolaevič Bulatkin, D.A. Manukyan)
5. Devočka s kartinki – 2:27 (Egor Nikolaevič Bulatkin, Alex Brašovean)
6. Mr. & Mrs. Smith (feat. Njuša) – 3:09 (Egor Nikolaevič Bulatkin, Alex Brašovean, Anna Vladimirovna Šuročkina)
7. Vesëlaja pesnja (feat. Morgenštern) – 3:07 (Egor Nikolaevič Bulatkin, Anna Vladimirovna Šuročkina, Morgenštern)

## Classifiche
| Classifica (2020) | Posizione massima |
| ----------------- | ----------------- |
| Estonia           | 5                 |
| Lettonia          | 14                |
| Lituania          | 92                |